# Cuyín Manzano

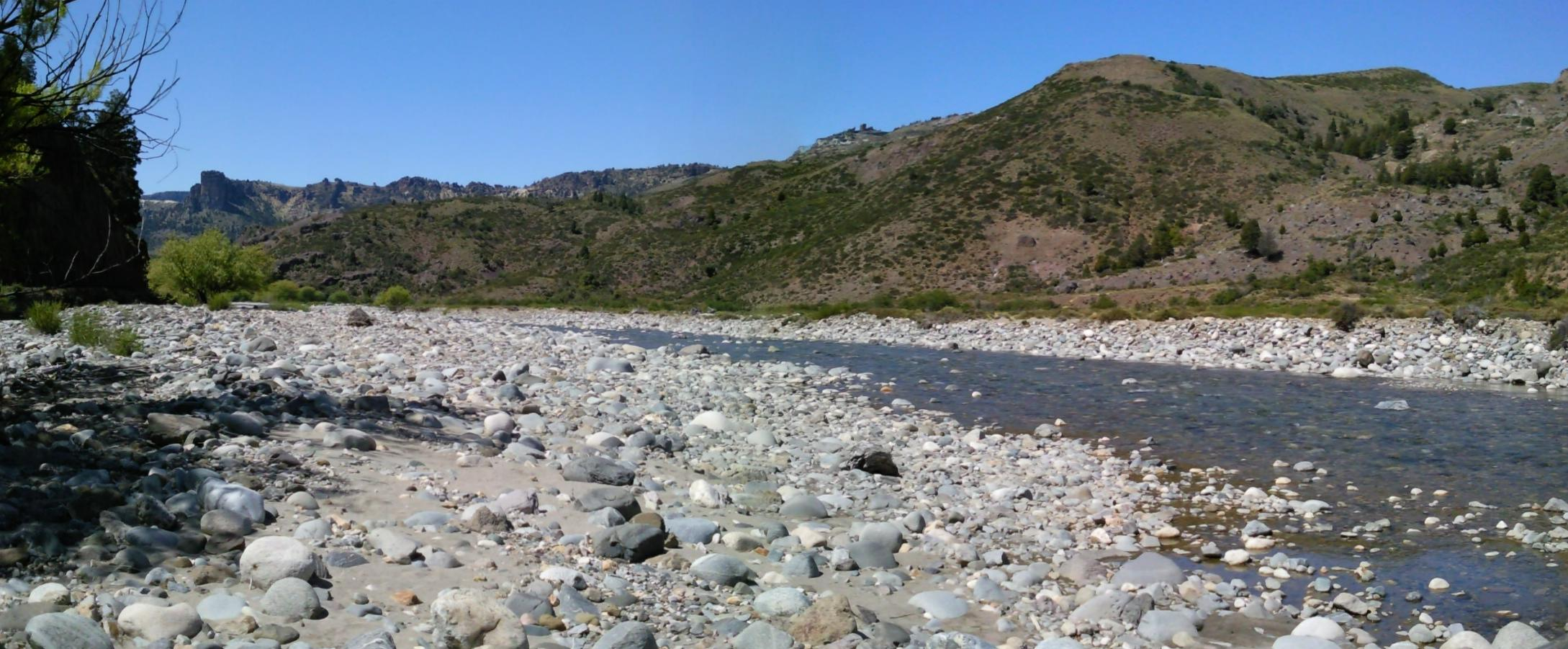
Vista del arroyo Cuyín Manzano.

Cuyín Manzano es una población ubicada en el departamento Los Lagos en el sur de la provincia del Neuquén, en la Patagonia argentina.

## Ubicación
Se localiza a 70 km de San Carlos de Bariloche. Para llegar hay que transitar 11 km por un camino sinuoso de ripio que nace en el paraje de Confluencia en la Ruta Provincial 65 (camino a Villa Traful) y acompaña al río Cuyín Manzano. Se encuentra emplazada dentro del Parque Nacional Nahuel Huapi.

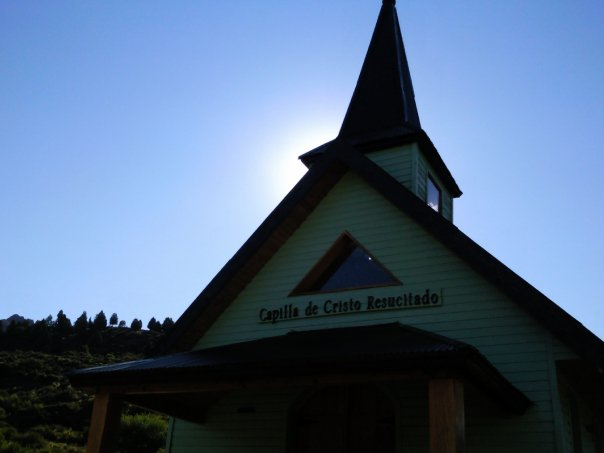
Capilla Cristo Resucitado de Cuyín Manzano

- Datos: Q5197120
- Multimedia: Cuyín Manzano / Q5197120